# NGC 2452
NGC 2452 es una nebulosa planetaria ubicada en la constelación austral de Puppis. Fue descubierta por el astrónomo John Herschel, en 1847.
Se encuentra a unos 15 000 años luz (4.7 kiloparsecs) de la Tierra, y tiene entre 40 y 50 mil años. En el cielo, aparece cerca del cúmulo abierto NGC 2453 y, anteriormente se pensaba que era parte de ese mismo cúmulo. Sin embargo, es una coincidencia y no están relacionadas entre sí; NGC 2452 está en un primer plano con respecto a NGC 2453.
La estrella central de NGC 2452 tiene un tipo espectral [WO1], y su progenitora pudo haber tenido una gran masa de cerca de 7 M☉, cerca del límite superior de formación de nebulosas planetarias.
Debido a su débil magnitud aparente (+12), solo es visible con telescopios de aficionado o con equipos superiores.